# Erre
Erre is een gemeente in het Franse Noorderdepartement (Frans: département du Nord). De gemeente telde 1.576 inwoners op 1 januari 2022.

## Geografie
De oppervlakte van Erre bedroeg op 1 januari 2022 5,88 vierkante kilometer; de bevolkingsdichtheid was toen 268 inwoners per km².

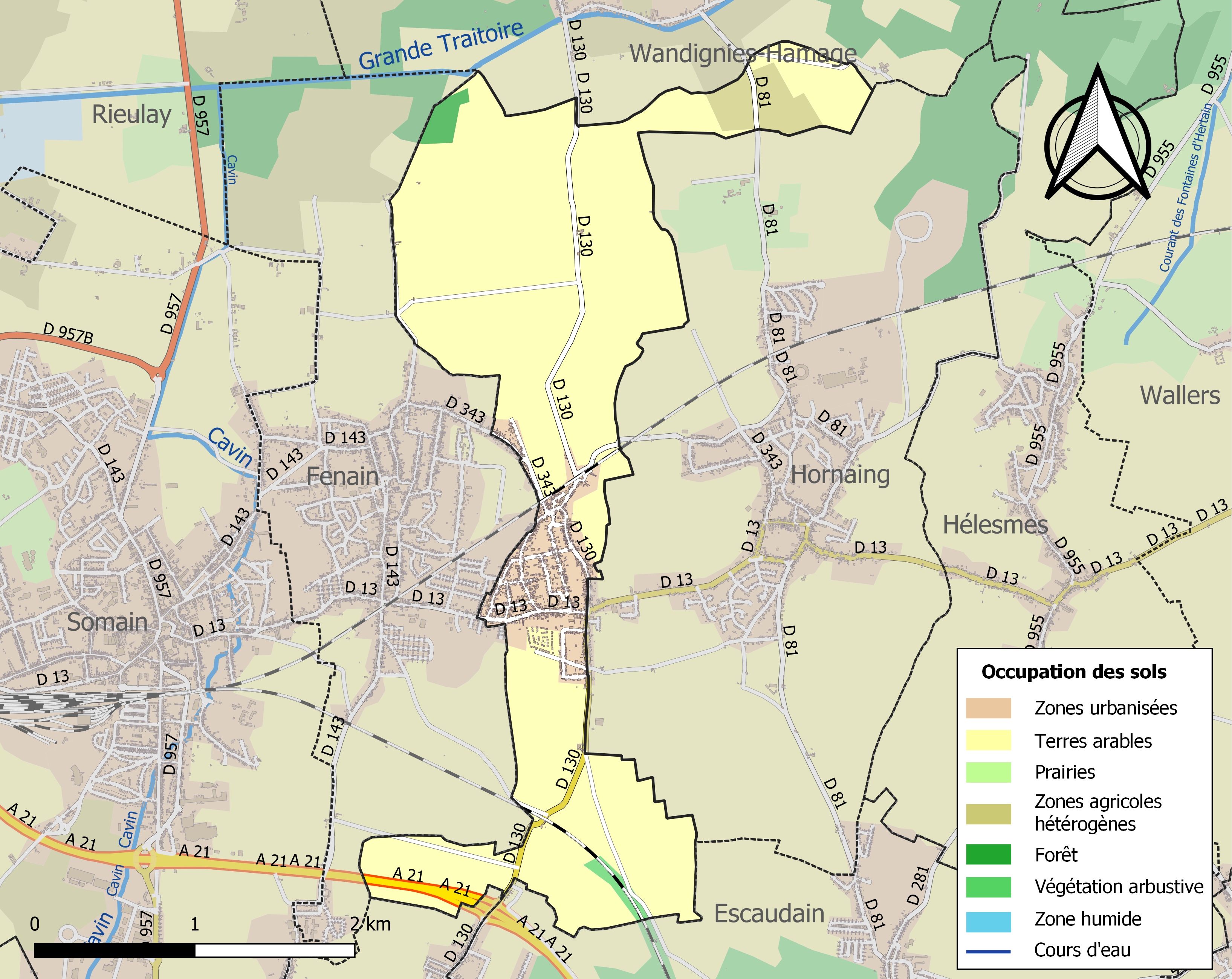
Kaart van de gemeente met belangrijkste infrastructuur, bodemgebruik en omliggende gemeenten

## Demografie
Onderstaande figuur toont het verloop van het inwonertal (bron: INSEE-tellingen).

1. 1 2  Populations de référence 2022.